# St. Jakobus (Miltenberg)

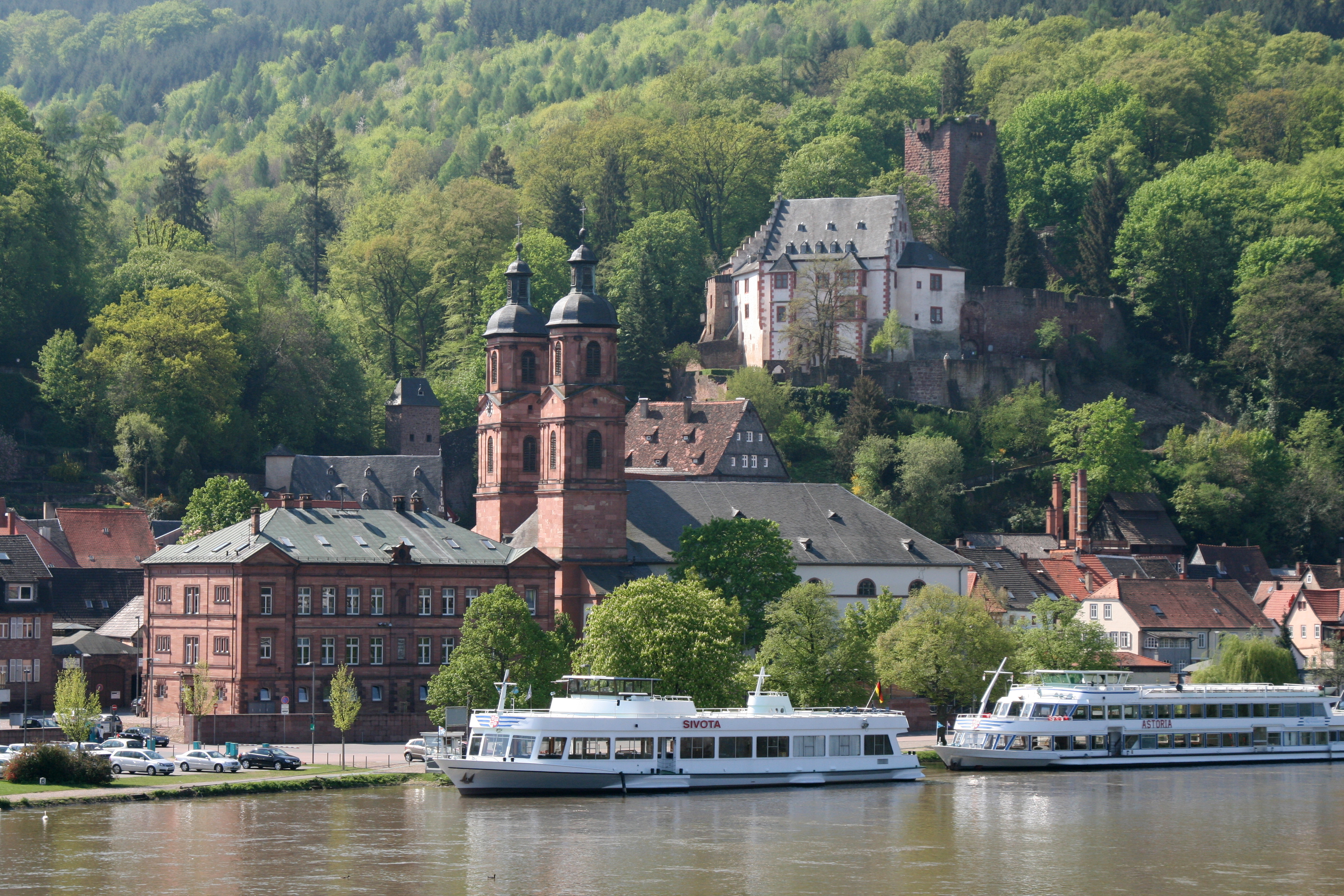
Die Jakobskirche mit der Burg, vom Main aus gesehen

Die St.-Jakobus-Kirche ist die römisch-katholische Pfarrkirche der bayerischen Stadt Miltenberg am Main. Sie ist nach dem Apostel Jakobus dem Älteren benannt. Zur Pfarrgemeinde gehören als Filialkirchen St. Josef im Ortsteil Breitendiel, St. Katharina in Mainbullau und St. Vitus in Wenschdorf. Die Pfarrei St. Jakobus ist Teil der Pfarreiengemeinschaft St. Martin. Die Pfarrei gehört zum Dekanat Miltenberg im Bistum Würzburg.

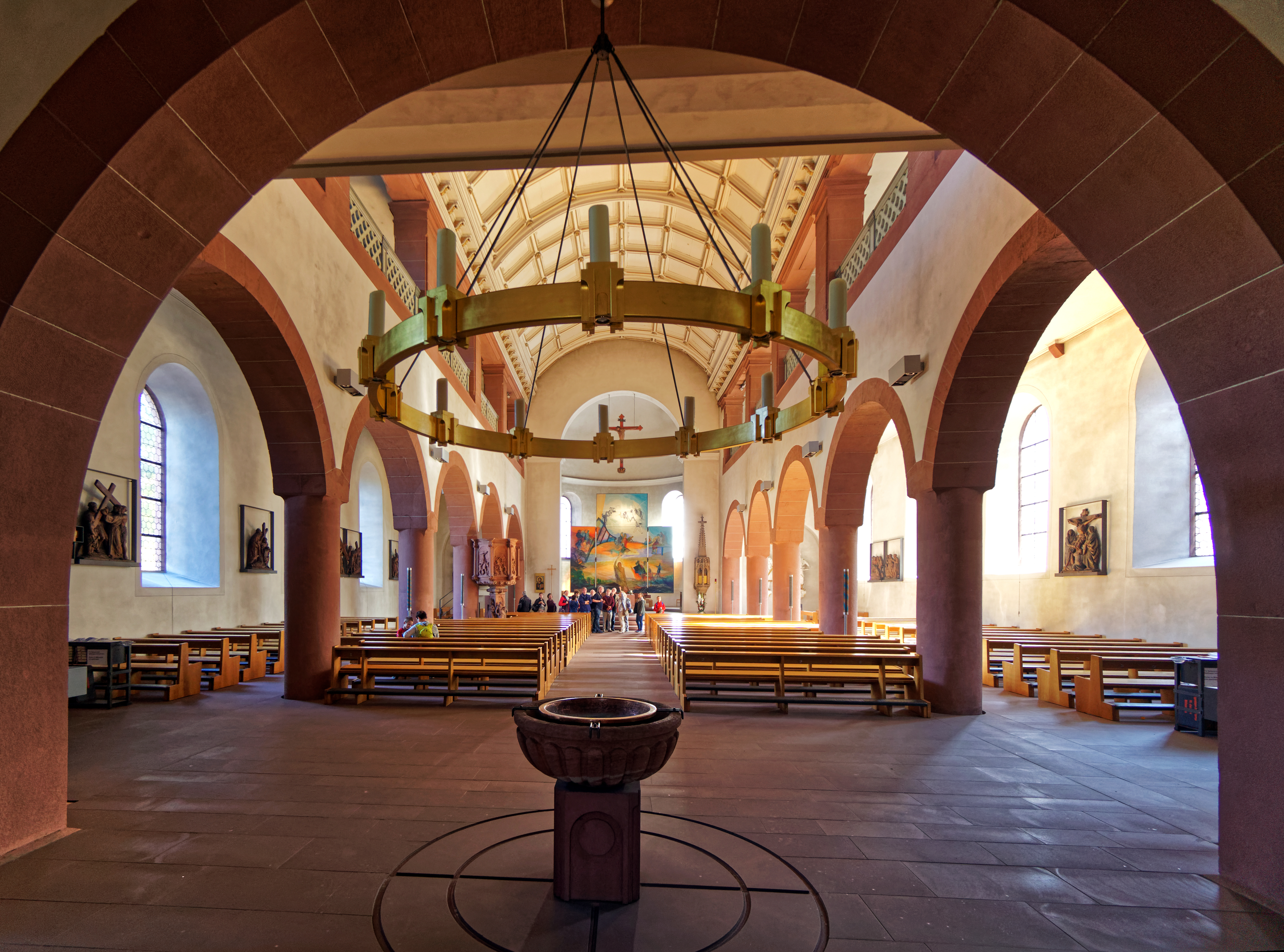
Blick in den dreischiffigen Innenraum

## Bauwerk

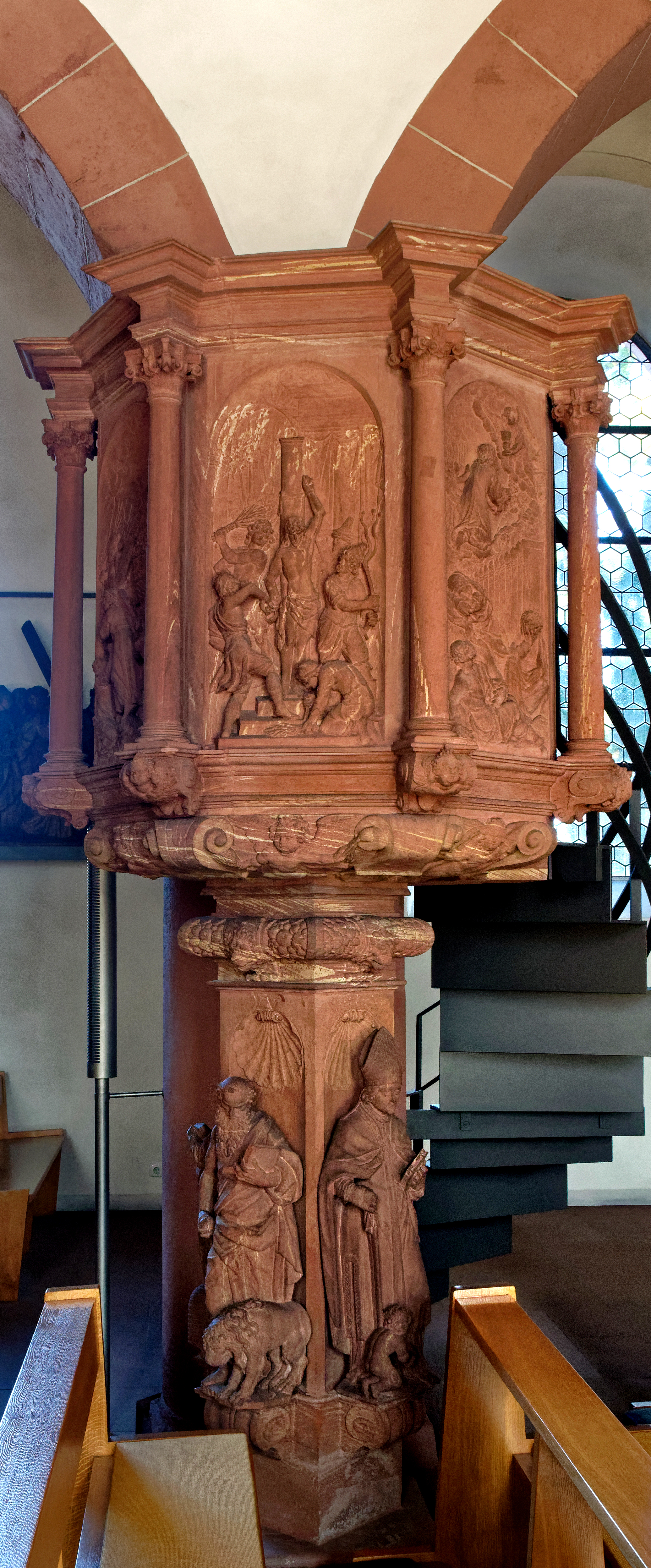
Die Kanzel aus dem Jahr 1635

Die Kirche in ihrer heutigen klassizistischen Form ist eine dreischiffige Emporenpseudobasilika mit Dreiseitapsis, Schieferwalmdach und verputztem Mauerwerk mit sparsamen Werksteingliederungen. Im Kern ist sie gotisch. Eine erste Kirche entstand im 13. Jahrhundert, als Miltenberg Stadtrechte erhielt. Gegen Ende des 14. Jahrhunderts wurde ein größerer dreischiffiger Bau errichtet. 1782 wurde dieser Bau für baufällig erklärt, und es wurden Pläne für einen Neubau entworfen.
Der Umbau zum heutigen klassizistischen Erscheinungsbild erfolgte im 19. Jahrhundert: Die Chorflankentürme mit welschen Hauben und Laternen entstanden 1829–31, das Langhaus wurde 1830 und 1886 umgebaut, der Chor 1862. 1959 purifiziert. Eine Generalsanierung mit Umgestaltung des liturgischen Raumes nach den Erfordernissen der Liturgiereform nach dem Zweiten Vatikanischen Konzil wurde 2003/2004 vorgenommen. Hierbei wurde das Bodenniveau wieder erhöht und die Stufenanlage im Chorraum verändert. Ebenso wurde der Altar näher an den Bänken positioniert, wozu eine neue Altarinsel eingebaut wurde. Der Tabernakel hat einen eigenen Platz an der Seite in einem historischen Sakramentshäuschen bekommen.

## Ausstattung
Wer vom Westen her das Gotteshaus im Hauptschiff betritt, steht am Taufort der Kirche. Unter dem mächtigen Radleuchter steht ein Muschelbecken aus dem Jahr 1608, gefertigt von Michael Juncker. Im vorderen Teil setzt sich der lichtdurchflutete Chorraum deutlich vom dunkleren Kirchenschiff ab. Dadurch wird der Blick auf das im Jahr 2004 frei aufgestellte Bild von Clemens Kaletsch gelenkt, das vom Aufbau her ein wenig an einen klassischen Flügelaltar erinnert. Das Bild, das durch starke Farbigkeit geprägt ist, kann durch Aus- und Einklappungen optisch verändert werden. Es zeigt in der unteren vorderen Szene die Berufung des Jakobus und Johannes, die mit ihrem Vater Zebedäus beim Fischerboot beschäftigt sind Mk 1,19-20 , in der Bildmitte Lk 8,51-54  und rechts Lk 8,55  das Wunder der Auferweckung der Tochter des Synagogenvorstehers Jaïrus sowie links die Eingangsszene im Garten Getsemani Mt 26,36-38 , und in der obersten Mitte die Bitte der Frau des Zebedäus an Jesus um Teilhabe ihrer beiden Söhne Jakobus und Johannes am Reich Jesu Mt 20,20-21 . Die wie flüchtig erscheinenden Gestalten agieren in einem weiten diffusen, fast romantisch wirkenden Landschaftsraum. 
Eine Dreikönigsgruppe, datiert um das Jahr 1400, ist im nördlichen Seitenschiff an der Wand angebracht, im südlichen Seitenschiff sind als Barockfiguren die beiden Heiligen Nepomuk und Jakobus zu sehen. Prägnant ist die 1635 geschaffene Kanzel von Zacharias Juncker d. Ä. Die Außenseiten der Seitenschiffe umziehen die 1927 geschaffenen Kreuzwegstationen von Thomas Buscher, deren farbige Fassungen bei der Purifizierung im Jahr 1959 verloren gegangen sind. In der Andachtskapelle im nördlichen Seitenschiff ist die Madonna im Strahlenkranz dargestellt, entstanden um das Jahr 1400. Sehenswert ist auch der Altaraufsatz mit sieben Szenen aus dem Leben der hl. Maria aus dem Jahr 1624, gefertigt aus Alabastermarmor. In der nördlichen Seitenschiffkapelle südlichen Seitenschiff ist ein lebensgroßes Kreuz zu sehen, eine Arbeit aus rotem Sandstein von Hans Backoffen aus der Spätgotik.

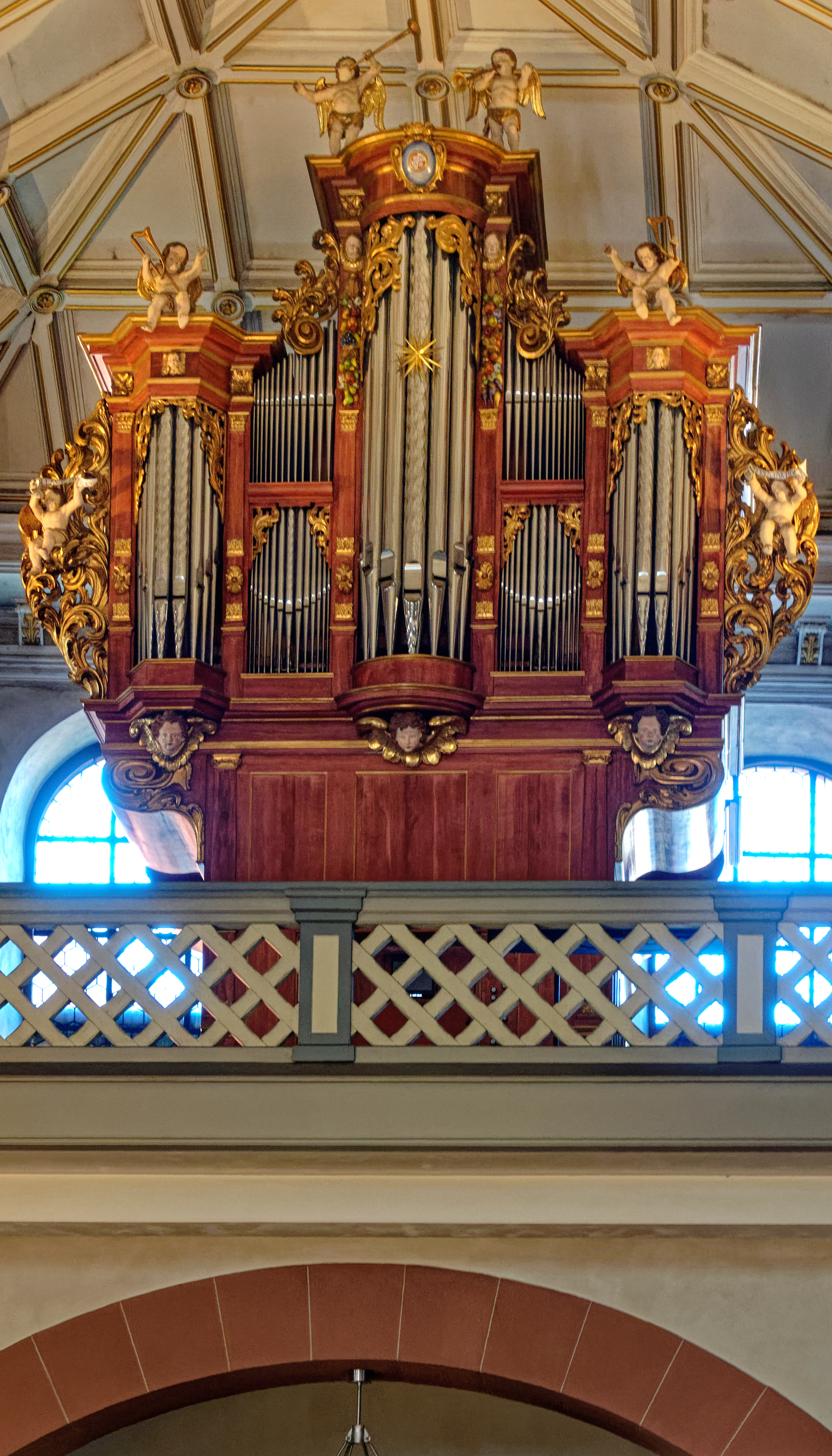
Die Orgel

## Orgel
Die Orgel geht in Teilen zurück auf ein Instrument, das im Jahre 1699 von dem Orgelbauer Schleich erbaut wurde. Vollständig erhalten ist von diesem Instrument das Orgelgehäuse. Das Orgelwerk wurde 2004 von dem Orgelbauer Vleugels (Hardheim) erbaut, unter Wiederverwendung von 13 Registern aus dem Vorgängerinstrument, welches 1935 von dem Orgelbauer J. Bittner geschaffen wurde. Das Instrument ist als zweimanualiges Werk mit Haupt- und Schwellwerk konzipiert. Die Register des Schwellwerkes stehen auf Zwillingsladen und lassen sich auf zwei Manualen (Solo- und Echowerk) registrieren; der Tremulant im Echowerk, als Stoßtremulant ausgeführt, wirkt auch für das Solowerk. Etliche Register des Hauptwerkes stehen ebenfalls auf Zwillingsladen und sind damit im Pedal spielbar. Das Instrument hat insgesamt 32 Register (2004 Pfeifen) und vier Transmissionen im Pedal, spielbar auf drei Manualen und Pedal. Außerdem hat das Instrument etliche Effektregister, u. a. einen Posaunenengel, der beim Drehen ein Schiffshorn erklingen lässt (sog. Bieber-Boom). Das Schleifladen-Instrument hat mechanische Spieltrakturen und elektrische Registertrakturen.
Die Disposition lautet wie folgt:
| I Hauptwerk C–a3 |                      |       |
| 1.               | Bourdon              | 16′   |
| 2.               | Principal            | 8′    |
| 3.               | Soloflöte            | 8′    |
| 4.               | Gedackt              | 8′    |
| 5.               | Octave               | 4′    |
| 6.               | Gemshorn             | 4′    |
| 7.               | Superoctave          | 2′    |
| 8.               | Larigot              | 1 ⁄3′ |
| 9.               | Mixtur IV            | 1 ⁄3′ |
| 10.              | Cornet III           | 2 ⁄3′ |
| 11.              | Trompete             | 8′    |
|                  | Glockenspiel (c0–f3) |       |

| II Solowerk C–a3 |                 |        |
| 12.              | Dulciana        | 8′     |
| 13.              | Rohrflöte       | 8′     |
| 14.              | Principal       | 4′     |
| 15.              | Nasard          | 2 ⁄3′  |
| 16.              | Flageolet       | 2′     |
| 17.              | Tierce          | 1 3⁄5′ |
| 18.              | Sifflet         | 1′     |
| 19.              | Trompette harm. | 8′     |

| III Echowerk C–a3 |                          |    |
| 20.               | Diapason (Hornprincipal) | 8′ |
| 21.               | Salicional               | 8′ |
| 22.               | Vox coelestis            | 8′ |
| 23.               | Traversflöte             | 4′ |
| 24.               | Doublette                | 2′ |
| 25.               | Plein jeu IV             | 2′ |
| 26.               | Oboe                     | 8′ |
|                   | Tremulant                |    |

| Pedalwerk C–f3 |                       |     |
| 27.            | Contrabass            | 16′ |
|                | Subbass (= Nr. 1)     | 16′ |
| 28.            | Octavbass             | 8′  |
|                | Flötbass (= Nr. 3)    | 8′  |
|                | Gedacktbass (= Nr. 4) | 8′  |
| 29.            | Choralbass            | 4′  |
| 30.            | Superoctavbass        | 2′  |
| 31.            | Sordun                | 32′ |
| 32.            | Bombarde              | 16′ |
|                | Trompete (= Nr. 11)   | 8′  |

- Koppeln:
  - Normalkoppeln: II/I, III/I, III/II, I/P, II/P, III/P
  - Superkoppeln: III/P
- Effektregister: Nachtigall, Cymbelstern, Pauke, Kuckuck, Bieber-Boom, Pinsulum 1/2′

## Glocken

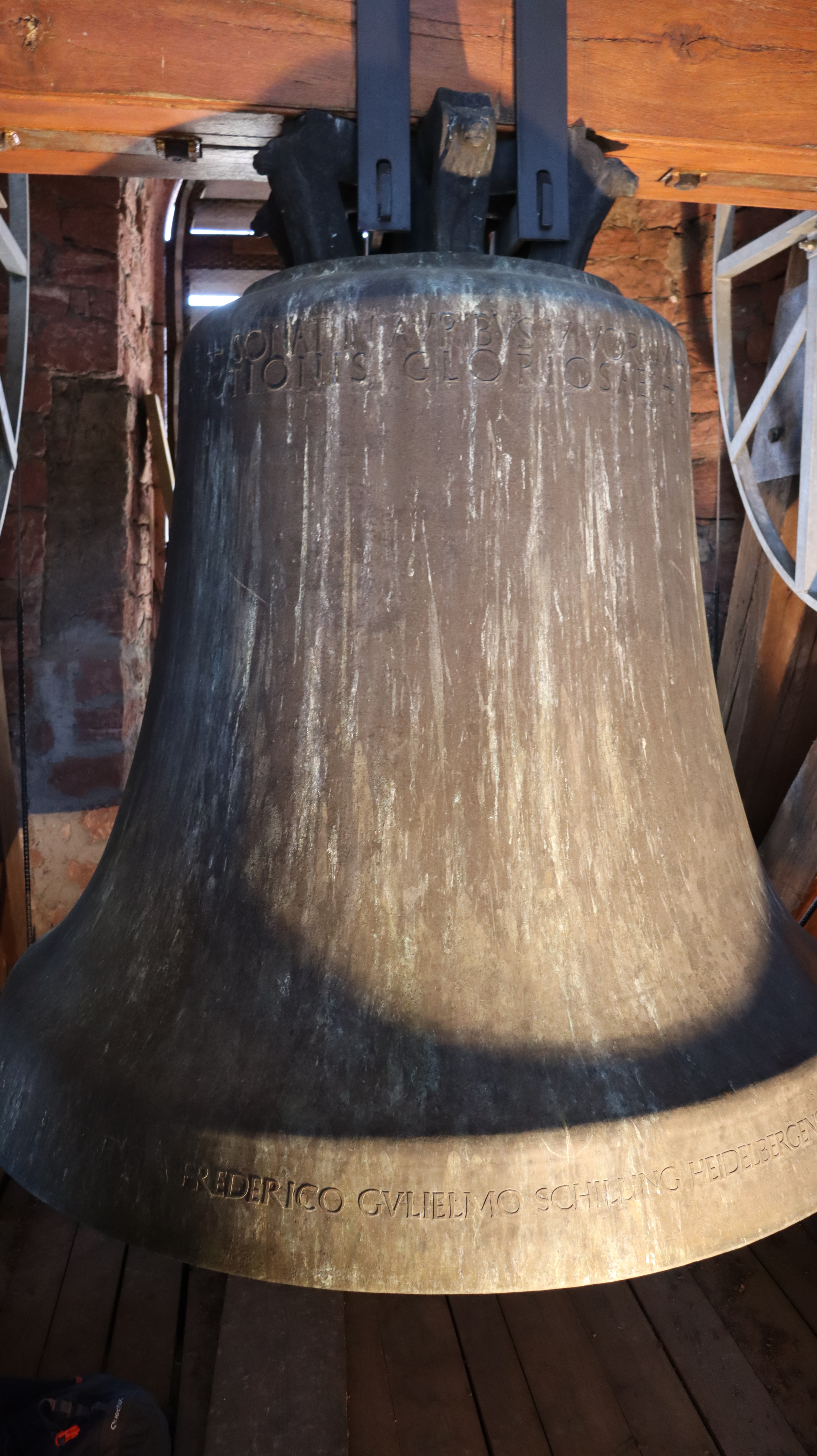
Muttergottesglocke im Nordturm

Die sechs Glocken der Jakobuskirche bilden das mächtigste Geläut der Diözese nach dem des Würzburger Doms. Die beiden größten hängen im Nord-, die anderen im Südturm.
| Nr. | Name             | Schlagton | Gewicht (kg) | Gussjahr | Gießer und Gussort                      |
| --- | ---------------- | --------- | ------------ | -------- | --------------------------------------- |
| 1   | Muttergottes     | gis0      | 4415         | 1954     | Friedrich Wilhelm Schilling, Heidelberg |
| 2   | Jakobus          | h0        | 2575         | 1954     | Friedrich Wilhelm Schilling, Heidelberg |
| 3   | Johannes-Nepomuk | dis1      | 1334         | 1954     | Friedrich Wilhelm Schilling, Heidelberg |
| 4   | Bonifatius       | fis1      | 0878         | 1954     | Friedrich Wilhelm Schilling, Heidelberg |
| 5   | Pius             | gis1      | 0616         | 1954     | Friedrich Wilhelm Schilling, Heidelberg |
| 6   | Kilian           | ais1      | 0500         | 1954     | Friedrich Wilhelm Schilling, Heidelberg |

Bekannt wurden diese Glocken, als sie am 22. Juli 2006 vom damaligen Pfarrer Ulrich Boom 20 Minuten lang geläutet wurden, um eine Demonstration einer NPD-Jugendorganisation zu übertönen.